# Варшавський шпиль
Варшавський шпиль — комплекс сучасних офісних будівель у Варшаві. Він був створений бельгійською компанією нерухомості Геламко (Ghelamco).

## Опис
Частина комплексу А складається з 220-метрової головної вежі, яка виготовлена з гіперболоїдного скляного фасаду і двох 55-метрових допоміжних будівель, тобто частин В і С. Вежа комплексу є другою найвищою будівлею у Варшаві і також у Польщі.
Штаб-квартира європейського прикордонного і берегового агентства, відомого  під назвою Фронтекс (Frontex), орендує приміщення починаючи з 6-го по 13-ий поверхи цієї будівлі з 2012 року.
У грудні 2014 році компанією, що займається креативним оформленням та візуальним дизайном, був встановлений, на верхніх поверхах будівлі, великий яскравий об'єкт з написом «Я люблю Варшаву». Вежу остаточно закінчили будувати у квітні 2015 року. Неоновий напис був знятий на початку липня 2015 року через конструювання фасаду. Більш сучасну версію слогану встановили на верхівку башти вже до відкриття завершеної будівлі у травні 2016 року.

## Нагороди
У 2017 році зведений комплекс отримав нагороду МІПІМ (MIPIM Awards), за найкращі офісні приміщення та за розвиток бізнесу в цілому, під час проведення міжнародної виставки нерухомості МІПІМ у місті Канни, Франція.